# Oxyde de cuivre(II)
« CuO » redirige ici. Pour les autres significations, voir CUO.
Pour les articles homonymes, voir Oxyde de cuivre.
L’oxyde de cuivre(II) ou oxyde cuivrique est un composé du cuivre et de l'oxygène, de formule CuO (le cuivre y est à son état d'oxydation +2). C'est un solide noir de structure ionique, qui fond vers 1 200 °C en dégageant un peu d'oxygène.
L'oxyde cuivrique existe sous forme naturelle : la ténorite.

## Propriétés chimiques
On peut former de l'oxyde cuivrique en chauffant du cuivre à l'air libre, mais il se forme alors également de l'oxyde cuivreux Cu2O :
2 Cu + O2 → 2 CuO.
4 Cu + O2 → 2 Cu2O.
L'oxyde cuivrique peut être obtenu avec un meilleur degré de pureté en chauffant du nitrate de cuivre(II) Cu(NO3)2, de l'hydroxyde de cuivre(II) Cu(OH)2 ou du carbonate de cuivre(II) CuCO3 :
2 Cu(NO3)2 → 2 CuO + 4 NO2 + O2.
Cu(OH)2 (s) → CuO(s) + H2O(l).
CuCO3 → CuO + CO2.
L'oxyde cuivrique est basique et réagit avec les acides minéraux tels que l'acide chlorhydrique HCl, l'acide sulfurique H2SO4 ou l'acide nitrique HNO3 en donnant le sel de cuivre(II) correspondant :
CuO + 2 HNO3 → Cu(NO3)2 + H2O.
CuO + 2 HCl → CuCl2 + H2O.
CuO + H2SO4 → CuSO4 + H2O.
Il réagit avec les bases concentrées pour former les sels de cuprates correspondants :
2 XOH + CuO + H2O → X2[Cu(OH)4].
Il peut également être réduit en cuivre métallique à l'aide d'hydrogène H2 ou de monoxyde de carbone CO :
CuO + H2 → Cu + H2O.
CuO + CO → Cu + CO2.
Une méthode de préparation de l'oxyde cuivrique en laboratoire consiste à électrolyser une solution aqueuse de bicarbonate de sodium NaHCO3 avec une anode en cuivre sous faible différence de potentiel : il suffit alors de chauffer le mélange d'hydroxyde de cuivre(II) Cu(OH)2 et de carbonate de cuivre(II) CuCO3 obtenu.

## Applications

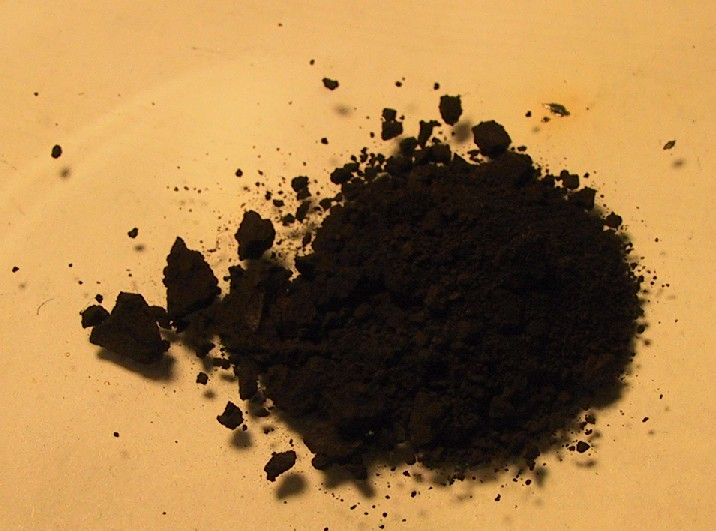
Oxyde cuivrique.

L'oxyde cuivrique est utilisé comme pigment pour produire des lumières bleues en pyrotechnie.
Il intervient dans la production de solutions de réactif de Schweizer [Cu(NH3)4(H2O)2](OH)2, utilisé notamment dans la fabrication de la viscose.
Il trouve des applications comme matériau semi-conducteur de type p en raison de sa faible largeur de bande interdite (1,2 eV).
Il est également utilisé comme abrasif en optique, et dans la fabrication de certaines piles électriques.

Il est parfois utilisé à la place de l'oxyde de fer dans la thermite pour en faire un explosif de faible puissance plutôt qu'un matériau incendiaire.

## Dépollution, phytoremédiation
Des algues rouges du genre Ceramium séchées et traitées à l'hydroxyde de sodium et au formaldéhyde pourraient être utilisées comme biosorbant pour extraire des ions Cu2+ de l'eau. Des tests ont été faits en 2013 avec Ceramium rubrum, dont la biomasse séchée a, lors des expériences, présenté une capacité de biosorption évaluée à 25,51 mg de cuivre par gramme d'algue séchée. Cette capacité a été respectivement portée à 42,92 et 30,03 mg/g quand la biomasse algale a été traitée par l'hydroxyde de sodium et le formaldéhyde, grâce à une multiplication des sites actifs responsables de la biosorption (du cuivre en l'occurrence).